# Women's Welsh Open
Het Women's Welsh Open was een golftoernooi voor vrouwen in Wales, dat deel uitmaakte van de Ladies European Tour. Er werden twee edities gehouden in 1995 en 1996. Het vond telkens plaats op de Marriott St. Pierre Golf Club in Chepstow, Gwent.

## Winnaressen
| Jaar                          | Winnares                      | Score                         | Score                         | Ref                           |
| Woodpecker Women's Welsh Open | Woodpecker Women's Welsh Open | Woodpecker Women's Welsh Open | Woodpecker Women's Welsh Open | Woodpecker Women's Welsh Open |
| ----------------------------- | ----------------------------- | ----------------------------- | ----------------------------- | ----------------------------- |
| 1995                          | Laura Davies                  | 278                           | –14                           | [ 1 ]                         |
| Women's Welsh Open            |                               |                               |                               |                               |
| 1996                          | Lisa Hackney                  | 289                           | –3                            |                               |